# Holopogon binotatus
Holopogon binotatus là một loài ruồi trong họ Asilidae. Holopogon binotatus được Loew miêu tả năm 1870. Loài này phân bố ở vùng Cổ Bắc giới.